# ケビン・メンチ
ケビン・フォード・メンチ（Kevin Ford Mench, 1978年1月7日 - ）は、アメリカ合衆国デラウェア州ウィルミントン出身の元プロ野球選手（外野手）。右投右打。愛称は"シュレック"。

## 経歴

### プロ入りとレンジャーズ時代
1999年のMLBドラフト4巡目でテキサス・レンジャーズから指名を受け、プロ入り。
2002年4月9日にメジャーデビューを果たした。同年は新人選手ながら110試合に出場し、15本塁打を放った。その活躍が評価され、ルーキー・オブ・ザ・イヤーの投票で7位に入った。
2003年は故障で離脱した。
2004年はレンジャーズで復活し、125試合の出場で26本塁打を放った。
2005年6月30日にはメジャータイ記録となる3イニング連続本塁打を記録。7月8日には、当時12勝4敗・防御率2.33とサイ・ヤング賞最有力候補だったロイ・ハラデイの足に打球を直撃させ、シーズン後半を棒に振らせている。
2006年には、シーズン序盤の4月21日から4月28日にかけて、右打者としてはメジャー史上初の7試合連続本塁打を放つ活躍を見せた。7月26日にレンジャーズの球団通算5万本目の安打を記録した。

### ブルワーズ時代
2006年7月28日にミルウォーキー・ブルワーズにトレード移籍した。
2007年オフにFAとなった。

### レンジャーズ傘下時代
2007年オフに古巣のレンジャーズとマイナー契約を結んだ。

### ブルージェイズ時代
2008年5月9日にトロント・ブルージェイズへトレードされメジャー復帰を果たした。

### 阪神時代
2008年12月24日、ルー・フォードの後釜となる外国人選手を探していた阪神タイガースと年俸1億6500万円で契約。当時阪神監督であった岡田彰布によれば、2007年頃にもメンチが阪神の獲得リストに挙がりながら、金銭面で見送られていた。しかも、岡田が退任する予定ではなかった2008年9月の時点で、現場サイドでは翌年の獲得最有力候補としてネルソン・クルーズを検討していた。なぜメンチを獲得したのか真相は不明だが、フロントの担当者が現場を無視して「メンチを使え」と強制したわけではなく、球団社長の南信男も「（フロントの担当者は）そんな人物ではない」と断言している。阪神では、桧山進次郎が2006年に代打専任となって以降、桧山の定位置だった右翼手を固定できない状態が続いていたため、メジャー通算89本塁打のパワーに加え、俊足・強肩を併せ持つメンチには大きな期待がかかり、4番候補として期待された。
2009年の春季キャンプでは持ち前の長打力を発揮し、守備でも紅白戦で俊足の赤星憲広を外野からの好返球でアウトにするなどの活躍で、首脳陣から高い評価を得た。これに伴い、このシーズンから監督に就任した真弓明信は、メンチを4番右翼で起用することを前提として、今岡誠・葛城育郎を一塁手として起用するために、新井貴浩を広島東洋カープ時代に本職だった三塁手に戻すコンバートを行った。ところが、メンチはオープン戦に入ると140 km/h前後の速球にさえ対応できず、打率.143・1本塁打の数字に終わり、シーズン開幕時にはレギュラーの座が危ぶまれる状況になった。球団OBで評論家の江夏豊は、メンチは速球を窮屈そうに打つだけでなく、緩い球であっても窮屈そうだから投手としては非常に攻めやすそうだ、という印象を語っている。

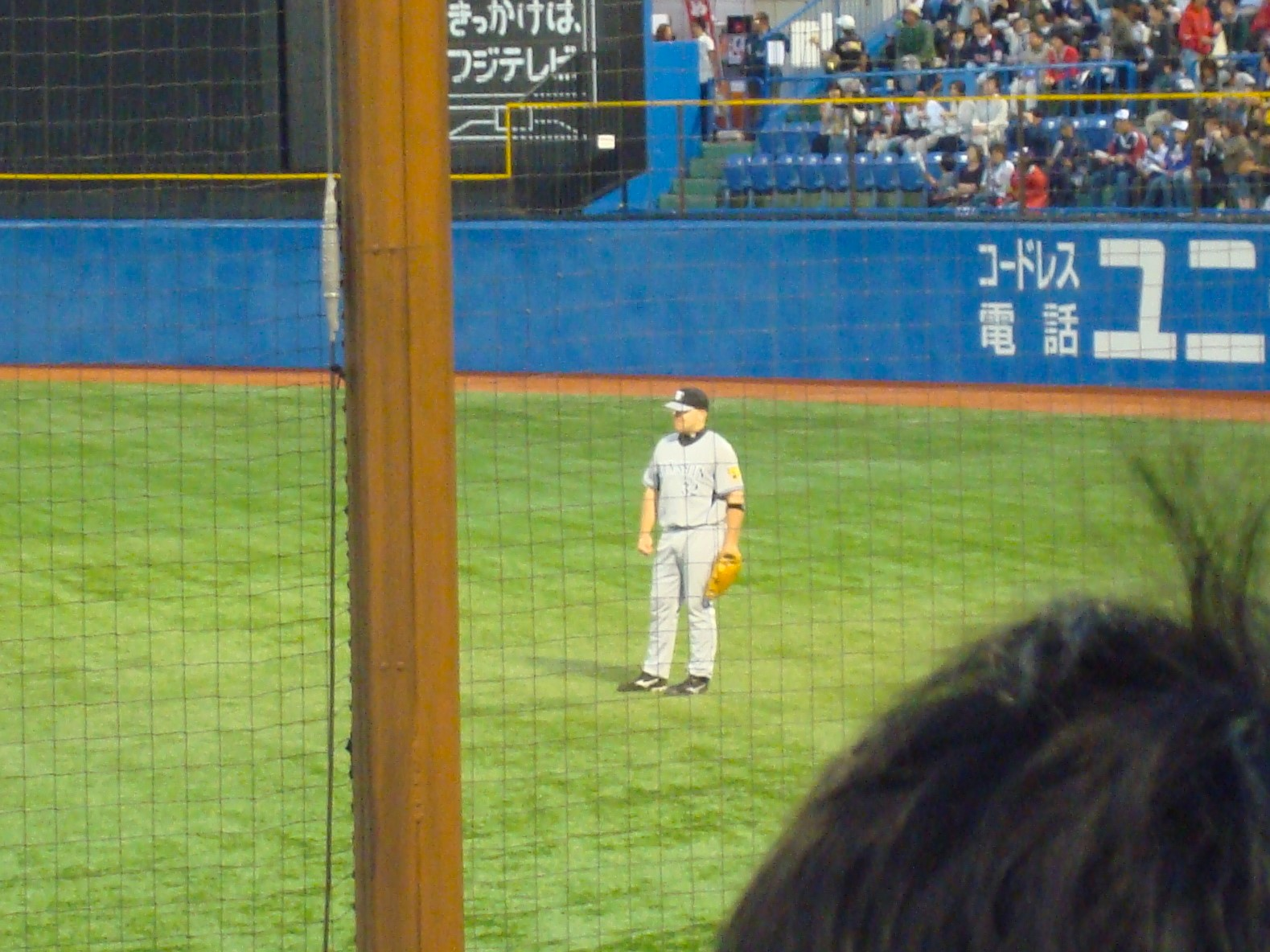
2009年5月16日、神宮球場でのヤクルト戦にて

それでも、右翼の定位置を争う桜井広大・林威助が揃って結果を残せなかったこともあり、メンチは開幕後もスタメン出場を続けていた。しかし、状態は一向に上向かず、4月22日に体調不良を訴えて一軍登録抹消となった。なお、当初は腎機能障害の疑いとされたが、その後の検査で腎機能には問題がなかったと判明し、症状としては単なる疲労の蓄積というものであった。その後、ウエスタン・リーグで9打数8安打という好成績を残したことから5月15日に一軍復帰したが、2試合で無安打のまま再び抹消された。対照的に桜井は調子を上げたため出場機会を奪われ、さらにクレイグ・ブラゼルの獲得を決めた球団の方針もあって、その後一軍に復帰することはなかった。球団社長の南も「（メンチは）来年いることはない」と明言。妻の出産に立ち会うため7月24日に帰国し、再来日することなく11月6日に退団が正式発表された。一方で人柄は真面目で、打てないとなると一塁にヘッドスライディングするなど必死のプレーを続けていた。

### ナショナルズ時代
2010年2月にワシントン・ナショナルズとマイナー契約した。8月7日の対ロサンゼルス・ドジャース戦でメジャー復帰。8回に代打で出場し、郭泓志からヒットを放った。その後も代打要員として起用されたが、27打数で3安打・0本塁打・1打点・打率.111に終わり、シーズン終了後にFAとなった。
2012年2月18日、自らのTwitterで現役を引退していたことを公表。

## 詳細情報

### 年度別打撃成績
| 年 度    | 球 団    | 試 合 | 打 席 | 打 数 | 得 点 | 安 打 | 二 塁 打 | 三 塁 打 | 本 塁 打 | 塁 打 | 打 点 | 盗 塁 | 盗 塁 死 | 犠 打 | 犠 飛 | 四 球 | 敬 遠 | 死 球 | 三 振 | 併 殺 打 | 打 率 | 出 塁 率 | 長 打 率 | O P S |
| -------- | -------- | ----- | ----- | ----- | ----- | ----- | -------- | -------- | -------- | ----- | ----- | ----- | -------- | ----- | ----- | ----- | ----- | ----- | ----- | -------- | ----- | -------- | -------- | ----- |
| 2002     | TEX      | 110   | 412   | 366   | 52    | 95    | 20       | 2        | 15       | 164   | 60    | 1     | 1        | 2     | 5     | 31    | 0     | 8     | 83    | 4        | .260  | .327     | .448     | .775  |
| 2003     | TEX      | 38    | 139   | 125   | 15    | 40    | 12       | 0        | 2        | 58    | 11    | 1     | 1        | 0     | 1     | 10    | 0     | 3     | 17    | 2        | .320  | .381     | .464     | .845  |
| 2004     | TEX      | 125   | 481   | 438   | 69    | 122   | 30       | 3        | 26       | 236   | 71    | 0     | 0        | 0     | 4     | 33    | 2     | 6     | 63    | 6        | .279  | .335     | .539     | .874  |
| 2005     | TEX      | 150   | 615   | 557   | 71    | 147   | 33       | 3        | 25       | 261   | 73    | 4     | 3        | 0     | 3     | 50    | 4     | 5     | 68    | 6        | .264  | .328     | .469     | .797  |
| 2006     | TEX      | 87    | 349   | 320   | 36    | 91    | 18       | 1        | 12       | 147   | 50    | 1     | 0        | 0     | 2     | 23    | 5     | 4     | 42    | 4        | .284  | .338     | .459     | .797  |
| 2006     | MIL      | 40    | 133   | 126   | 9     | 29    | 6        | 1        | 1        | 40    | 18    | 0     | 0        | 0     | 3     | 4     | 0     | 0     | 17    | 4        | .230  | .248     | .317     | .566  |
| '06計    | MIL      | 127   | 482   | 446   | 45    | 120   | 24       | 2        | 13       | 187   | 68    | 1     | 0        | 0     | 5     | 27    | 5     | 4     | 59    | 8        | .269  | .313     | .419     | .733  |
| 2007     | MIL      | 101   | 308   | 288   | 39    | 77    | 20       | 3        | 8        | 127   | 37    | 3     | 1        | 0     | 3     | 16    | 2     | 1     | 21    | 3        | .267  | .305     | .441     | .746  |
| 2008     | TOR      | 51    | 131   | 115   | 18    | 28    | 11       | 1        | 0        | 41    | 10    | 2     | 0        | 0     | 2     | 14    | 2     | 0     | 18    | 3        | .243  | .321     | .357     | .677  |
| 2009     | 阪神     | 15    | 56    | 54    | 1     | 8     | 3        | 0        | 0        | 11    | 2     | 1     | 0        | 0     | 0     | 2     | 0     | 0     | 9     | 1        | .148  | .179     | .204     | .382  |
| 2010     | WSN      | 27    | 29    | 27    | 2     | 3     | 0        | 0        | 0        | 3     | 1     | 0     | 0        | 0     | 0     | 2     | 0     | 0     | 6     | 0        | .111  | .172     | .111     | .284  |
| MLB：8年 | MLB：8年 | 729   | 2597  | 2362  | 311   | 632   | 150      | 14       | 89       | 1077  | 331   | 12    | 6        | 2     | 23    | 183   | 15    | 27    | 335   | 32       | .268  | .324     | .456     | .780  |
| NPB：1年 | NPB：1年 | 15    | 56    | 54    | 1     | 8     | 3        | 0        | 0        | 11    | 2     | 1     | 0        | 0     | 0     | 2     | 0     | 0     | 9     | 1        | .148  | .179     | .204     | .382  |

### 記録
NPB
- 初出場・初先発出場：2009年4月3日、対東京ヤクルトスワローズ1回戦（京セラドーム大阪）、6番・右翼手として先発出場
- 初安打・初打点：2009年4月7日、対広島東洋カープ1回戦（阪神甲子園球場）、3回裏に大竹寛から左前適時打
- 初盗塁：2009年4月18日、対横浜ベイスターズ2回戦（横浜スタジアム）、7回表に二盗（投手：加藤武治、捕手：野口寿浩）

### 背番号
- 28 （2002年 - 2006年途中）
- 24 （2006年途中 - 2007年）
- 36 （2008年）
- 32 （2009年 - 2010年）

### 登場曲
- 「SAD BUT TRUE」Metallica（2009年）